# Paolo Fornaciari
Paolo Fornaciari (Viareggio, província de Lucca, 2 de febrer de 1971) va ser un ciclista italià, que fou professional entre 1993 i 2008.

## Palmarès
- 1991
  - 1r al Giro del Casentino
  - 1r al Gran Premi Ezio del Rosso
- 1991
  - 1r a la Florència-Empoli
  - 1r al Gran Premi Santa Rita
- 1994
  - Vencedor d'una etapa al Herald Sun Tour

### Resultats al Tour de França
- 1996. 79è de la classificació general
- 1997. Abandona (14a etapa)
- 1998. 90è de la classificació general
- 2001. Abandona (8a etapa)
- 2003. 112è de la classificació general

### Resultats al Giro d'Itàlia
- 1994. 61è de la classificació general
- 1995. Abandona (8a etapa)
- 1997. 98è de la classificació general
- 1999. 100è de la classificació general
- 2000. 79è de la classificació general
- 2001. 112è de la classificació general
- 2002. 92è de la classificació general
- 2003. 81è de la classificació general
- 2004. 100è de la classificació general
- 2005. 148è de la classificació general
- 2006. 126è de la classificació general

### Resultats a la Volta a Espanya
- 1994. 106è de la classificació general
- 1995. 66è de la classificació general
- 2000. 94è de la classificació general
- 2004. 117è de la classificació general